# Šalamunić
Šalamunić falu Horvátországban, Lika-Zengg megyében. Közigazgatásilag Udbinához tartozik.

## Fekvése
Gospićtól légvonalban 23 km-re, közúton 36 km-re északkeletre, községközpontjától légvonalban 17 km-re, közúton 32 km-re északnyugatra, a Korbavamező nyugati szélén, a Likai-középhegység lábánál, a Gospićot Korenicával összekötő 25-ös számú főúttól délre fekszik.

## Története
A falunak 1857-ben 620, 1910-ben 510 lakosa volt. A trianoni békeszerződés előtt Lika-Korbava vármegye Korenicai járásához tartozott. Ezt követően előbb a Szerb-Horvát-Szlovén Királyság, majd Jugoszlávia része lett. 1991-ben lakosainak 98 százaléka szerb nemzetiségű volt. A falunak 2011-ben 38 lakosa volt.

## Lakosság
| Lakosság változása | Lakosság változása | Lakosság változása | Lakosság változása | Lakosság változása | Lakosság változása | Lakosság változása | Lakosság változása | Lakosság változása | Lakosság változása | Lakosság változása | Lakosság változása | Lakosság változása | Lakosság változása | Lakosság változása | Lakosság változása |
| ------------------ | ------------------ | ------------------ | ------------------ | ------------------ | ------------------ | ------------------ | ------------------ | ------------------ | ------------------ | ------------------ | ------------------ | ------------------ | ------------------ | ------------------ | ------------------ |
| 1857               | 1869               | 1880               | 1890               | 1900               | 1910               | 1921               | 1931               | 1948               | 1953               | 1961               | 1971               | 1981               | 1991               | 2001               | 2011               |
| 620                | 672                | 598                | 657                | 519                | 510                | 616                | 621                | 391                | 408                | 327                | 244                | 167                | 121                | 41                 | 38                 |

## Nevezetességei
1745-ben és 1746-ban Laudon császári tábornagy még bunići századparancsnokként a korbavai mező futóhomokjának megkötésére tölgyerdőt telepíttetett. Később feketefenyőt, tamariskát és fehér akácot is telepítettek hozzá. Ebből alakult ki a mai 33 hektáros Laudonov Gaj parkerdő, amely az ő nevét viseli és amelynek legnagyobb része Šalamunić területére esik.